# علیرضا فرحناکیان
علیرضا فرحناکیان (متولد ۲۶ اکتبر ۱۹۶۹) یک بازیگر، نویسنده و کمدین ایرانی آمریکایی است که بیشتر به نام هنری علی رضا شناخته شده‌است. او بنیانگذار The Peoples Improv Theater در نیویورک است و بیشترین شهرت او برای ایفای نقش در سریال کمدی شبکه ادالت سویم ، Delocated است.

## زندگی و شغل
فرحناکیان در ایران متولد شد اما در کارولینای شمالی بزرگ شد و در سال ۱۹۹۰ از دانشگاه کارولینای شمالی فارغ‌التحصیل شد.
بعد از کالج در سال ۱۹۹۰ به شیکاگو نقل مکان کرد. در حالی که در شیکاگو درگیر کمدی بداهه گرا بوده و در تئاتر ImprovOlympic مجری گری می‌کرد و یکی از اعضای بنیانگذار Upright Citizens Brigade بود.
در سال ۲۰۰۲ او تئاتر The Peoples Improvرا به افتخار مربی خود دل کلوز در شهر نیویورک تأسیس کرد.
در سال ۲۰۰۱، نمایش یک‌نفره‌اش «کلمهٔ دهان» در جشنواره هنرهای کمدی آمریکا به نمایش درآمد.
فرحناکیان برای پخش زنده شنبه شب در ۱۷ قسمت از فصل ۱۹۹۹–۲۰۰۰ نویسندگی کرده و سالها به عنوان مجری طرح در برنامه آخر شب با کونان اوبراین ظاهر شد.
فرحناکیان در فیلم‌هایی مانند لبه تاریکی و آرتور و مجموعه‌های تلویزیونی مانند قانون و نظم: یگان ویژه قربانیان، ۳۰ راک و لوئی به عنوان مهمان حضور داشته‌است. در سال ۲۰۱۲، فرحناکیان برای سومین فصل از نمایش ادالت سویم '''Delocated''' با بازی جون گلیسر به بازیگران این سریال پیوست و نقش یک بادیگارد را بازی کرد.
فرحناکیان همچنین برای شبکه ام تی وی، در ۷ قسمت از سریال غول انسانی (Human Giant) نویسندگی و بخش‌هایی را برای وب سایت کانال ۱۰۱ تولید کرده‌است.

## آثار

### فیلم‌ها
- ۲۰۰۲: On_Line در نقش پسر اسکاچ به دست[۸]
- ۲۰۰۵: داود و لیلا در نقش دکتر احمد[۹]
- ۲۰۰۶: مرد ارابه به‌دست در نقش منیش[۱۰]
- ۲۰۰۶: استیفان دالی در نقش آقای سالسی[۱۱]
- ۲۰۰۷: تماشای کارآگاهان در نقش کارگاه لاونستاین[۱۲]
- ۲۰۰۷: شروع به هنگام عصر در نقش دکتر[۱۳]
- ۲۰۰۸: A Bad Situationist در نقش پسری در خیابان[۱۴]
- ۲۰۱۰: لبه تاریکی در نقش پزشک نورثمپتون[۱۵]
- ۲۰۱۰: فیلم کوتاه The Actress در نقش کتاب فروش
- ۲۰۱۱: آرتور در نقش خبرنگار[۱۶]
- ۲۰۱۲: میراث بورن در نقش دکتر تالوار[۱۷]
- ۲۰۱۳: Bert and Arnie's Guide to Friendship در نقش تام[۱۸]
- ۲۰۱۴: Inbetween Worlds در نقش فلا[۱۹]
- ۲۰۱۴: فیلم کوتاه America 1979[۲۰] در نقش بیژن[۲۱]
- ۲۰۱۵: You, Your Brain, & You در نقش دکتر هاوارد ماکین[۲۲]
- ۲۰۱۶: 3rd Street Blackout در نقش رالف پیزولا[۲۳]

### مجموعه‌های تلویزیونی
- سریال ۳۰ راک در نقش یاکوف[۲۴] / مجری[۲۵] / ساندویچ فروش[۲۶] (۳ قسمت)
- سریال Shutterbugs در نقش استیو (۲ قسمت)[۲۷]
- سریال Search Party در نقش جردن (۳ قسمت)[۲۸]
- سریال Upright Citizens Brigade در نقش عکاس (۱ قسمت)[۲۹]
- سریال دیدبان سوم در نقش دیو (۱ قسمت)[۳۰]
- سریال Delocated در نقش تی. بی (۱۱ قسمت)[۳۱] مأمور فدرال و بادیگارد سوم جان[۳۲]
- سریال نظم و قانون در نقش انور محمد (۱ قسمت)[۳۳]
- سریال قانون و نظم: یگان ویژه قربانیان در نقش دکتر روهیت مهتا (۵ قسمت)[۳۴]
- سریال نظم و قانون: قصد جنایی در نقش مایکل گرگن (۱ قسمت)[۳۵]
- سریال لوئی در نقش نویسنده[۳۶]
- سریال کیمی اشمیت شکست‌ناپذیر در نقش دکتر یوسفی[۳۷]
- سریال کوتاه Film U در نقش سرگی رومانوف[۳۸]
- سریال Workaholics در نقش دکتر جانسون (۲ قسمت)[۳۹]
- سریال Nurse Jackie در نقش فروشنده فارسی (۱ قسمت)[۴۰]
- سریال خانم وزیر در نقش بلال حسنی (۱ قسمت)[۴۱]
- سریال Hostages در نقش دکتر جیم میلر (۱ قسمت)[۴۲]

### تئاتر
- نمایش مردم‌گریز در نقش آرتمیس سال ۲۰۰۱[۴۳]